# Conotrachelus sulphureus
Conotrachelus sulphureus – gatunek chrząszcza z rodziny ryjkowcowatych.

## Zasięg występowania
Ameryka Południowa, występuje w Brazylii.

## Budowa ciała
Przednia krawędź pokryw znacznie szersza od przedplecza, tylna krawędź ostro zakończona. Na ich powierzchni gęste podłużne żeberkowanie oraz rzadkie, wyraźne podłużne punktowanie. Przedplecze szerokie i okrągławe w zarysie w tylnej części i nieznaczne zwężone z przodu, gęsto punktowane.